# الدوري المكسيكي الممتاز 1950-51
الدوري المكسيكي الممتاز 1950-51 (بالإسبانية: Primera División de México 1950-51)‏ هو الموسم 8 من الدوري المكسيكي الممتاز. أقيم خلال الفترة 24 سبتمبر 1950 وحتى 29 أبريل 1951، وأشرف على تنظيمه اتحاد المكسيك لكرة القدم، وكان عدد الأندية المشاركة فيه 12، وفاز فيه نادي أطلس.